# Comuna Volodîmîrivka, Iakîmivka
Volodîmîrivka (în ucraineană Володимирівка) este o comună în raionul Iakîmivka, regiunea Zaporijjea, Ucraina, formată din satele Iuriivka, Oleksandrivka și Volodîmîrivka (reședința).

## Demografie
Componența lingvistică a comunei Volodîmîrivka
     Rusă (62,25%)
     Ucraineană (35,96%)
     Alte limbi (0,83%)
Conform recensământului din 2001, majoritatea populației comunei Volodîmîrivka era vorbitoare de rusă (62,25%), existând în minoritate și vorbitori de ucraineană (35,96%).